# Indice de viscosité
L'indice de viscosité (viscosity index (VI), en anglais) est une échelle reposant sur un rapport sans dimension, qui indique le degré de variation de la viscosité des produits pétroliers et des produits connexes, tels que les huiles lubrifiantes, en fonction de la variation de la température. Plus cet indice est élevé, moins la viscosité de ces liquides est influencée par la température.

## Viscosité et grade de viscosité
La viscosité d'un fluide est la résistance à l'écoulement de ce fluide. Pour les huiles, elle s'exprime par deux grades définis à froid et à chaud, ce qui correspond dans la notation nWp à un indice à froid n (avant le W) et un indice à chaud p (après le W).
Les huiles pour automobile, telles les huiles moteur, sont généralement formulées avec des additifs d'indice de viscosité (viscosity index improvers, en anglais), pour devenir polyvalentes, c'est-à-dire pour être performantes à chaque saison ou utilisation différente (utilisation sur une large plage de température) ; elles sont appelées « multigrades », contrairement aux anciennes « monogrades ».

## Définition
Pour définir l'indice de viscosité, on mesure U et Y, les viscosités cinématiques respectives à 40 °C et 100 °C du lubrifiant. 
On mesure ensuite les viscosités cinématiques respectives L et H à 40 °C d'une huile de référence naphténo-aromatique et d'une huile de référence paraffinique ayant la viscosité cinématique Y à 100 °C.
Pour VI < 100, on définit l'indice de viscosité par une relation simple :
{\displaystyle VI=100{\cfrac {(L-U)}{(L-H)}}}
La technique et la procédure de mesure sont définies par la norme NF ISO 2909.
Concrètement, plus l'indice de viscosité d'une huile est grand, moindre sera la variation de viscosité de cette huile en fonction de la température. On doit avoir VI=0 pour une huile naphténique de référence et VI=100 pour une huile paraffinique de référence, et les huiles moteurs modernes ont généralement un VI supérieur à 100.